# Eponina lanuginosa
Eponina lanuginosa är en skalbaggsart som först beskrevs av Martins och Maria Helena M. Galileo 1985.  Eponina lanuginosa ingår i släktet Eponina och familjen långhorningar. Inga underarter finns listade i Catalogue of Life.